# Pseudopothyne multivittipennis
Pseudopothyne multivittipennis là một loài bọ cánh cứng trong họ Cerambycidae.